# Vênus de Moravany
A Vênus de Moravany é uma estatueta de Vênus no Moravany nad Váhom, próximo a Piešťany, na Eslováquia.